# Bandiera di Aruba
La bandiera di Aruba è stata ufficialmente adottata il 18 marzo 1976, quando venne scelta in un concorso tra 630 disegnatori. Con il suo sfondo blu rappresenta il Mar dei Caraibi. La stella rossa a quattro punte bordata di bianco, nel cantone, oltre a rappresentare la posizione dell'isola nell'oceano, indica il progresso ed è un evidente richiamo ai colori della bandiera olandese. Le due strisce gialle in basso simboleggiano l'indipendenza di Aruba e la sua vicinanza agli altri paesi caraibici (aspetto assai rilevante per l'isola, in quanto ama profondamente la libertà e vive in buona armonia con le popolazioni delle isole vicine), oltre che ricordare le spiagge dorate e quindi la prosperità dell'isola; unite alla stella indicano anche la posizione geografica del paese.
Il 18 marzo ad Aruba si festeggia la festa della bandiera.

## Note

La bandiera del Governatore di Aruba
La bandiera dei Paesi Bassi